# Bruix (1894)
Bruix – francuski krążownik pancerny z końca XIX wieku, typu Amiral Charner.
Okręt nazwano na cześć napoleońskiego admirała Bruiksa. Krążownik wyposażony był w 16 kotłów parowych  Belleville i 2 maszyny parowe potrójnego rozprężania (w odróżnieniu od pozostałych okrętów typu: z tłokami pionowymi, o nieco wyższej mocy). Od pozostałych okrętów wyróżniał się ponadto kształtem i malowaniem kominów w górnej części. Okręt uzbrojony był w dwie armaty okrętowe kalibru 194 mm L/45 Mle 1887 w wieżach na dziobie i rufie, sześć armat kalibru 138,6 mm L/45 Mle 1887 w wieżach po 3 w każdej burcie, cztery armaty dziewięciofuntowe (65 mm), cztery armaty trzyfuntowe (47 mm), sześć armat rewolwerowych 1-funtowych (37 mm) i cztery wyrzutnie torped kal. 450 mm.
"Bruix" brał udział w I wojnie światowej, operował na Morzu Śródziemnym i Morzu Czerwonym, bazował w Salonikach. W 1920 roku został skreślony z listy floty.
Szczegółowy opis i dane w artykule krążowniki pancerne typu Amiral Charner